# Urville (Calvados)
 Urville  es una población y comuna francesa, situada en la región de Normandía, departamento de Calvados, en el distrito de Caen y cantón de Bretteville-sur-Laize.

## Demografía
| 470 | 484 | 501 | 543 | 519 | 478 |
| Para los censos de 1962 a 1999 la población legal corresponde a la población sin duplicidades (Fuente: INSEE [Consultar]) |     |     |     |     |     |